# Villalumbroso
Villalumbroso es una localidad española en el partido de Frechilla de la provincia de Palencia (comunidad autónoma de Castilla y León), capital del municipio de Valle del Retortillo.

## Geografía
Localidad de Tierra de Campos, en el suroeste de la provincia.

## Geografía humana

### Demografía
| Gráfica de evolución demográfica de Villalumbroso entre 1842 y 1970 |
| |
| Población de derecho según los censos de población del INE Población de hecho según los censos de población del INEEntre el censo de 1981 y el anterior, este municipio desaparece porque se agrupa en el municipio 34902 (Valle del Retortillo) |

Evolución de la población en el siglo XXI
| Gráfica de evolución demográfica de Villalumbroso entre 2000 y 2020 |
|                                                                     |
| Población de derecho (2000-2020) según el padrón municipal del INE  |

## Historia

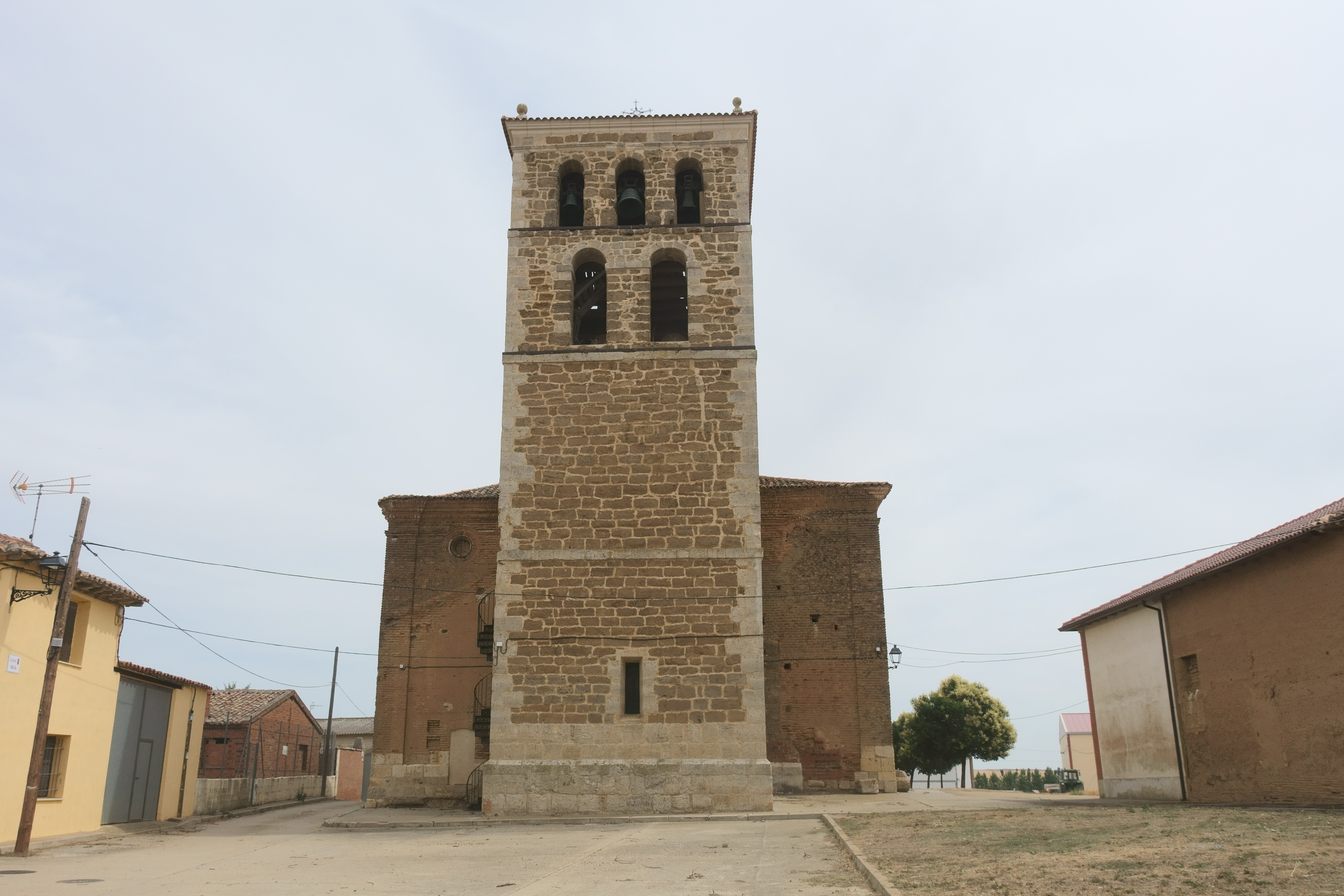
Torre de la iglesia de San Miguel

Sebastián Miñano lo describe a principios del siglo XIX como villa de señorío en el partido de Carrión, obispado de León, con alcalde ordinario, 140 vecinos, 506 habitantes, una parroquia católica.
A la caída del Antiguo Régimen la localidad se constituye en municipio constitucional en el partido de Frechilla y que en el censo de 1842 contaba con 102 hogares y 531 vecinos. A finales del siglo XX integrarse en el nuevo municipio de Valle de Retortillo, contaba entonces con 58 hogares y 193 habitantes